# تلاث (ملاشة)
تلاث هو دُوَّار يقع بجماعة بني شيكر، إقليم الناظور، جهة الشرق في المملكة المغربية. ينتمي الدوّار لمشيخة ملاشة التي تضم 16 دوار. يقدر عدد سكانه بـ 469 نسمة حسب الإحصاء الرسمي للسكان والسكنى لسنة 2004.

## روابط خارجية
- البوابة الوطنية للجماعات الترابية نسخة محفوظة 12 مارس 2018 على موقع واي باك مشين.
- المندوبية السامية للتخطيط